# Château de Nakatsu
Le château de Nakatsu (中津城, Nakatsu-jō) est un château japonais situé à Nakatsu dans la préfecture d'Ōita. Il est connu pour être l'un des trois mizujiro, littéralement « châteaux dans la mer », avec le château de Takamatsu et le château d'Imabari.

## Histoire
La construction du château commence en 1588 sous le règne du daimyō Kuroda Yoshitaka qui fut nommé gouverneur de la région par Toyotomi Hideyoshi pour son aide dans la campagne de Kyūshū. Yoshitaka est ensuite récompensé par de plus grandes terres à Fukuoka après la bataille de Sekigahara et le daimyō Hosokawa Tadaoki le remplaça et acheva la construction du château.
Tadaoki déménage au château de Kokura lors de sa construction, et le château de Nakatsu est donné à son fils Hosokawa Tadatoshi. Le château est ensuite repris par le clan Ogasawara puis par le clan Okudaira en 1717. Il est abandonné en 1871 après la restauration de Meiji et il est détruit dans un incendie lors de la rébellion de Satsuma en 1877.
Le château actuel a été construit en 1964 par les descendants du clan Okudaira et s'inspire du château de Hagi. Il est aujourd'hui un musée sur l'histoire de la famille Okudaira.

## Galerie

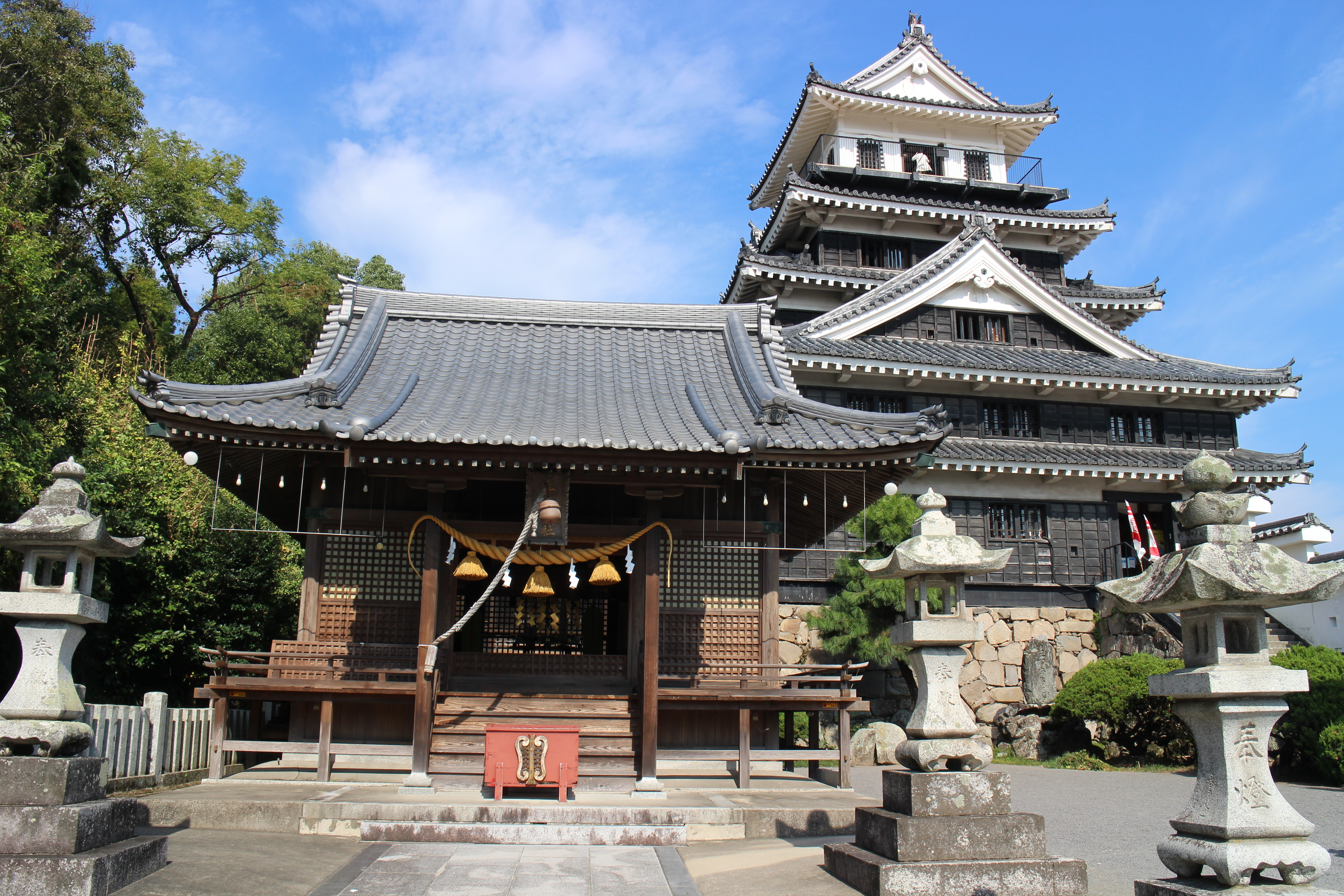
Le sanctuaire Okudaira dans l'enceinte du château.
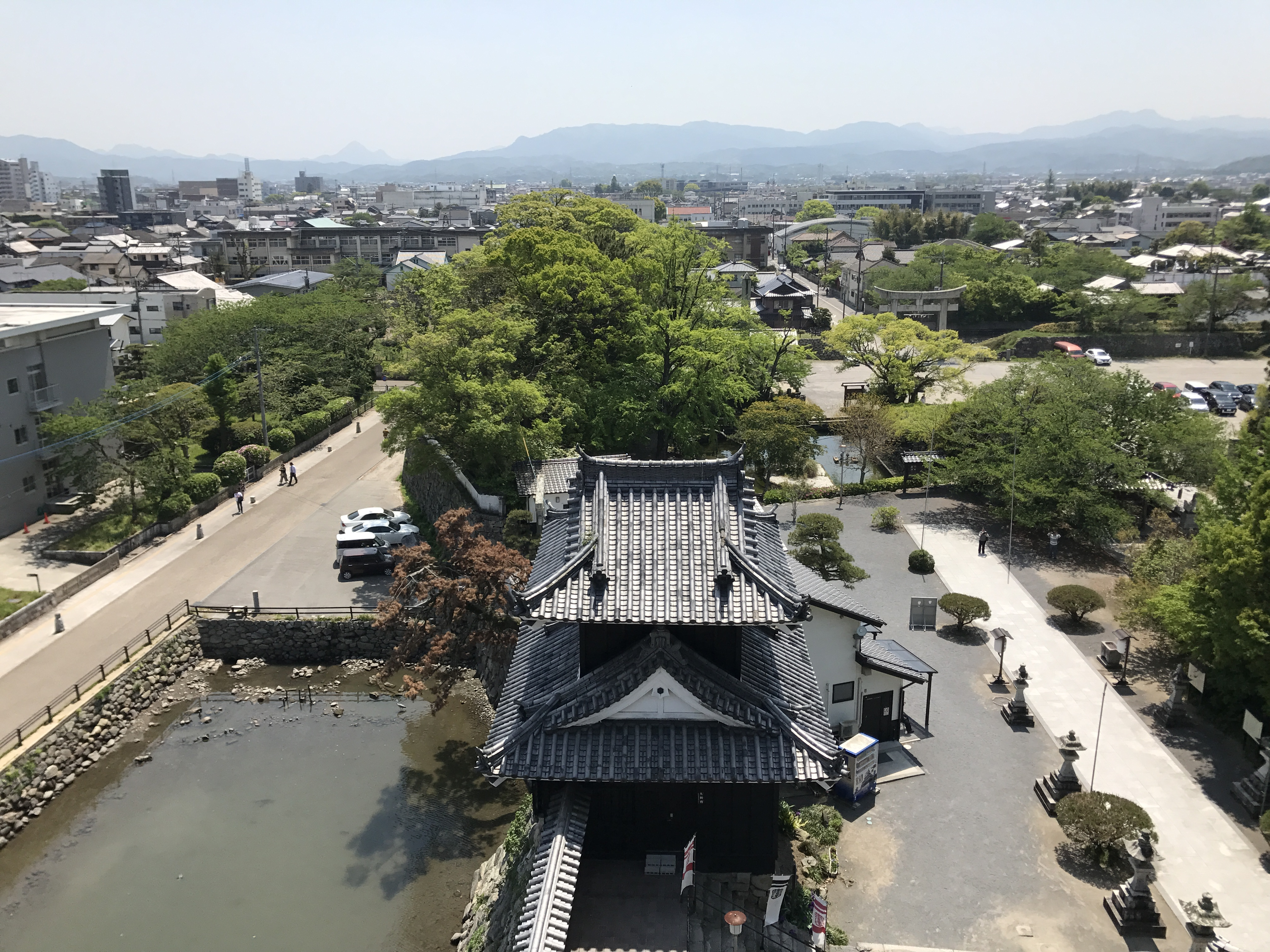
Vue depuis le donjon.